# 小林俊太郎
小林 俊太郎（こばやし しゅんたろう、1973年1月26日 - ）は、日本の音楽プロデューサー、作曲家、編曲家、キーボーディスト。東京都出身。立教高等学校、立教大学経済学部卒業。

## 概要
1997年「FRIENDS」のキーボーディストとして、ビクターエンタテインメントよりメジャー・デビュー。シングル5枚、アルバム1枚をリリース。2000年解散。筒美京平の弟子であり、現在は様々なアーティストに楽曲提供、編曲、キーボーディスト、音楽プロデューサーとして携わっている。2009年2月18日、自身のバンド「WaJaRo」によるローズ・ピアノをフィーチャーしたカバーアルバム「Electric piano loves you…」 をポニーキャニオンよりリリース。

## 楽曲提供

### アーティスト
- 永井真理子
- アイドリング!!!
- mimika
- 我那覇美奈
- 竹達彩奈（以下、作曲・編曲）
  - ライスとぅミートゅー
  - CANDY LOVE
  - わんだふるワールド
  - らっきーちゅーん♪
  - Rice COMEnication
  - 年中・愛は・無休

- パク・ボゴム
  - Bloomin’（作曲・編曲）
- Licca
- 斉藤利菜

### 音楽担当
- それでも花は咲いていく（2009年）
- WHITE ALBUM2（2013年）
- CoCO&NiCO（2016年）

## 編曲/サウンドプロデュース
- はなわ
- 和田アキ子
- BONNIE PINK
- アイドリング!!!
- Buono!
- 中川翔子
- mimika
- 我那覇美奈
- コタニキンヤ
- SHOWTA
- カミタミカ
- Angelina
- Bunny2
- kumi
- 吉田山田
- sayaka
- suara
- 斉藤利菜
- 竹達彩奈
- 荒木とよひさ
- 宇徳敬子
- なかにし礼
- 風男塾
- 東風
- パク・ボゴム

## レコーディング・サポート参加
- SMAP
- 林田健司
- ナオト・インティライミ
- イケメン'ズ
- 上田マユミ
- eyes
- 美元智衣
- 山田パンダ
- 岩瀬敬吾
- はなわ
- 和田アキ子
- BONNIE PINK
- アイドリング!!!
- Buono!
- 中川翔子
- mimika
- 我那覇美奈
- コタニキンヤ
- SHOWTA
- カミタミカ
- Angelina
- Bunny2
- kumi
- 吉田山田
- sayaka
- suara
- 斉藤利菜
- 竹達彩奈
- 荒木とよひさ
- 宇徳敬子
- なかにし礼
- 風男塾
- 東風
- 光永亮太
- うすいなおこ
- 浅岡雄也
- 森本ケンタ
- 梅星
- LUVandSOUL